# Edmond Joubert
Pour les articles homonymes, voir Joubert.
Edmond Joubert, né Antoine Edmond Jean Joubert le 20 juillet 1831 à Ville-d'Avray et mort le 13 mai 1895 dans le 8e arrondissement de Paris est un financier français. 

## Biographie
Fils d'un agent de change parisien, il suivit ses études au lycée Saint-Louis et devint également agent de change.
Il est cofondateur de la Banque de Paris en 1869 avec Adrien Delahante et Henri Cernuschi, puis de la Banque de Paris et des Pays-Bas en 1872, dont il prend la présidence en 1894.

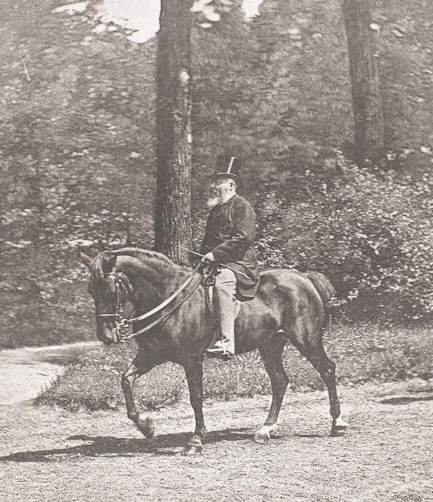
Photographie de Joubert par Delton (1884).

Il est élu conseiller munipal de Paris et conseiller général de la Seine en 1871, avec le soutien de l'Union parisienne de la presse.
Joubert est le commanditaire, avec l’aide des frères de Mourgues, imprimeurs, de l'hebdomadaire Les Grimaces en 1883, dont Octave Mirbeau fut le rédacteur en chef.
Il fut également président de la Société générale des chemins de fer économiques et de la Société des forges et aciéries du Nord et de l'Est, vice-président de la Compagnie des chemins de fer de l'Ouest, administrateur de la Société du Crédit foncier en Autriche, de la Régie des tabacs en Italie, de la Société austro-hongroise privilégiée des chemins de fer de l'État, des Compagnie des chemins de fer andalous, de la Banque hypothécaire d'Espagne, de la Compagnie générale des tabacs des Philippines, etc.

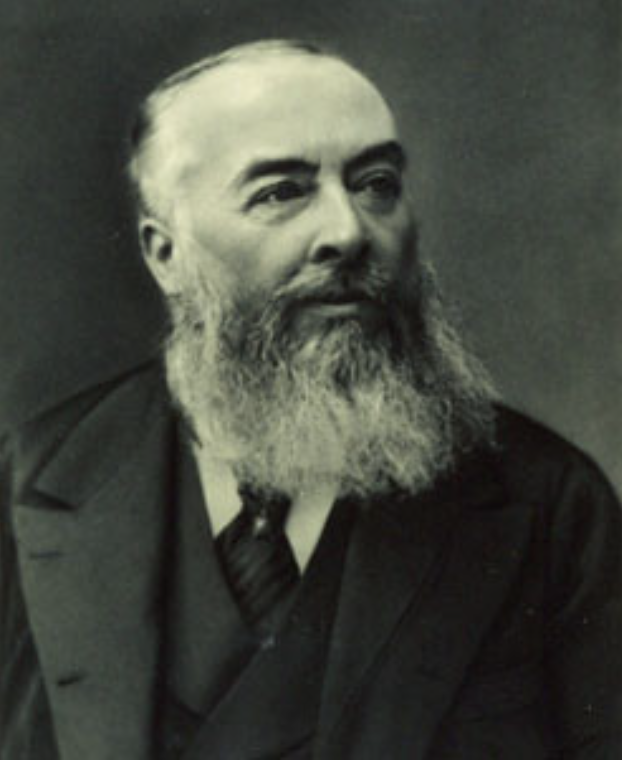
Edmond Joubert en 1869

## Distinctions
- Officier de la Légion d'honneur (9 janvier 1877)[3]